# Frassineto
Frassineto (in arabo فرخشنيط‎?, Farakhshanīṭ in latino: Fraxinetum, in francese: Le Fraissinet) fu il nome di una località, attuale La Garde-Freinet, presso Saint-Tropez, nel meridione francese, in cui nel IX secolo si creò un insediamento musulmano, prevalentemente di fuoriusciti provenienti da al-Andalus. Il nome della località derivava dall'antico villaggio locale di Fraxinetum, dal latino "frassino". In arabo è conosciuto come Jabal al-qilâl, "monte del legno".

## Storia

### Contesto storico e fondazione
Secondo Liutprando da Cremona, verso l'889-90 musulmani provenienti dall'Ifrīqiya s'insediarono a Fraxinetum, località situata presso il golfo di Saint-Tropez, nell'odierna Francia sud-orientale. La località, situata su una cresta del massiccio dei Maures, garantiva il controllo di un tratto di costa caratterizzato da golfi e baie e a nord della piana di Vidauban e della via Julia Augusta. Secondo una minoranza di storici medievisti contemporanei i predoni erano forse di origine basca e comunque non arabi, cosa che contrasta con tutte le fonti, sia latine che arabe. È invece certo che a Fraxinetum si rifugiarono nel corso degli anni anche non-musulmani, sia banditi fuorilegge che gente altolocata, come, il più noto tra tutti, Adalberto II d'Ivrea.
Data la longevità del centro di Frassineto rispetto ad altri rifugi saraceni, gli studiosi suppongono che la colonia fosse uno stabile emporio commerciale, più che ricetto di filibustieri. Ciò non toglie che da lì potessero partire avventure corsare.
L'origine di Fraxinetum è da ricercarsi nell'insofferenza delle popolazioni andaluse nei confronti degli emiri omayyadi. Le repressione di al-Hakam ibn Hisham furono le più sanguinarie ed è in questo periodo (818) che si colloca l'emigrazione in massa di andalusi (così detti indipendentemente dall'origine etnica e dalla religione) lungo due direttrici, in parte verso il Marocco e altri in Egitto. Da qui diedero man forte ai correligionari per la conquista islamica della Sicilia dell'827. Sempre in quest'anno, ad Alessandria d'Egitto venne fondato un regno andaluso autonomo, a cui il califfato abbaside pose fine nell'825. Quindi i musulmani di al-Andalus partirono alla volta dell'Egeo, dove istituirono l'emirato di Creta, indipendente e florido, sia dal punto di vista commerciale che culturale, e potente dal punto di vista militare, sino alla definitiva conquista bizantina del 961.
Creta divenne il centro di numerose spedizioni militari nell'Egeo, in Italia del Sud, dove venne fondata anche Traetto, e Roma razziata nell'846, nell'849 e nell'876. Nel Mediterraneo occidentale, a causa dell'indebolimento dell'impero carolingio e della sua flotta, Marsiglia venne razziata nell'838 e nell'846, Arles nell'842 e nell'850 e Fréjus nell'869. I musulmani stabilirono proprio in questi anni un rifugio in Camargue, come raccontano le cronache di San Bertino, e da lì imperversavano nella valle del Rodano.
Collateralmente a questi aspetti marinareschi, in al-Andalus, dopo l'accentramento del potere e le epurazioni condotte da al-Ḥakam, alla fine del VII secolo si assistette a una recrudescenza delle rivolte e dei movimenti separatisti.
È quindi in questo panorama che viene alla luce Fraxinetum - Jabal al-qilâl; in concomitanza, tra l'altro, con l'abbandono, per ragioni ancora non chiarite, del citato porto sul Rodano.
Fraxinetum non divenne come Creta un emirato, essendo guidata da un qāʾid (cioè un comandante militare), ma rimase, come Creta, un avamposto islamico andaluso indipendente dal potere centrale e ad esso oppositore. Nello stesso modo con Cordoba commerciava, così come con le compagini cristiane. In particolare Jabal al-qilāl ("monte degli alberi") sembra ebbe come attività principale quella dello sfruttamento del legno, di cui gli Omayyadi necessitavano.

### Apogeo
Una volta insediatisi sulle coste provenzali, i saraceni inviarono alcuni messaggeri in Spagna e alle Baleari per invitare altri loro correligionari a seguirli e ad affiancarli. Nei due decenni successivi, grazie anche al crollo del potere carolingio, gli uomini del Frassineto imperversarono in tutta la Provenza saccheggiando e razziando. Una volta raggiunte le Alpi i musulmani iniziarono a compiere una serie di incursioni anche sul versante italiano. Nel 906 riuscirono ad impossessarsi del controllo del passo del Moncenisio. In quello stesso anno furono attaccate Acqui, Oulx e Susa, arrivando, in quest'ultima località, a minacciare l'abbazia di Novalesa.
Nel 911 i saraceni del Frassineto arrivarono a controllare tutti i principali passi delle Alpi occidentali imponendo tasse e tributi ai viaggiatori e ai pellegrini che vi transitavano. Tra il 915 ed il 918 furono poi attaccate Embrun, Vienne e la Moriana. Qualche anno dopo furono fatte incursioni su Marsiglia e Aix-en-Provence. Tra la fine degli anni venti e l'inizio degli anni trenta del X secolo gli uomini del Frassineto arrivarono a colpire alche la valle superiore del Rodano.
Si ritiene che alcuni tra gli uomini del Frassineto abbiano preso parte al sacco fatimide di Genova del 935. 
I saraceni provenienti da Frassineto fecero la loro comparsa all'inizio del X secolo nella regione alpina dell'attuale Svizzera: una loro presenza in Vallese è attestata già nel 920-30 e negli anni successivi saccheggiarono le abbazie di Saint-Maurice e di Disentis, arrivando ad assaltare attorno al 940 la sede vescovile di Coira, nell'odierno Canton Grigioni.
ʿAbd al-Raḥmān III, invece, riuscì a centralizzare il suo potere, riducendo all'obbedienza le minoranze più a lui vicine, sebbene pare che lasciasse un margine di autonomia a Fraxinetum-Jabal al-qilâl, forse proprio per l'importanza commerciale che aveva per al-Andalus l'avamposto con le sue materie prime e, verosimilmente, le capacità artigianali.

È per questo che l'imperatore Ottone I ritenne giusto contattare il Califfo, affinché mettesse finalmente fine alle attività depredatorie. Nel 940 ʿAbd al-Raḥmān III mandò copie di questo trattato di pace a Ugo di Provenza, ai wali di Valencia e delle Baleari (le isole divennero governatorato nel 902) e a Nasr ibn Ahmad, qā'id del Frassineto.
Quest'azione ebbe anche come risultato che l'assedio che Ugo stava preparando per Jabal al-qilâl fu sospeso. Nel frattempo la situazione in al-Andalus peggiorava, essendo gli Omayyadi attaccati su più fronti, dai Fatimidi da sud e dai regni cristiani da nord, in modo tale che non erano più in grado di aiutare il Jabal al-qilâl in un eventuale confronto bellico.

### Declino e distruzione
Nonostante gli accordi stipulati gli uomini del Frassineto attaccarono e distrussero il vicino porto provenzale di Fréjus. Quest'ultimo fatto spinse Ugo di Provenza a dare un segnale forte stringendo un'alleanza con l'Impero bizantino. Così l'anno seguente, mentre i provenzali assediarono il Frassineto, i bizantini distrussero la flotta saracena grazie all'uso del fuoco greco. L'annientamento dell'insediamento musulmano non fu però completo dal momento che le truppe provenzali vennero richiamate da Ugo per attraversare le Alpi e raggiungere l'Italia settentrionale per catturare il nipote Berengario II che mirava ad impossessarsi del trono italiano. Verso il 954 i musulmani del Frassineto iniziarono con gli Ungari, un altro popolo che in quegli anni stava razziando vari territori europei. In questi stessi anni i saraceni aprirono le porte del loro insediamento anche agli esuli ed ai fuggiaschi cristiani, il più celebre dei quali fu il re Adalberto II d'Ivrea, qui costretto all'esilio nell'autunno del 962 dalla calata in Italia dell'imperatore Ottone I. 
Fu nei pressi di Orsières che i frassinetani fecero un passo falso col sequestro di san Maiolo, potente abate di Cluny. Una volta pagato il riscatto i vertici nobiliari ed ecclesiastici provenzali e piemontesi decisero di chiudere i conti una volta per tutte con il Frassineto. Così, nel 973 o 983 le forze congiunte di Guglielmo I di Provenza e del marchese di Torino Arduino il Glabro, sostenute da papa Giovanni XIII e dall'imperatore Ottone I sconfissero i saraceni nella battaglia di Tourtour. Poco dopo Jabal al-qilâl venne espugnata e distrutta. 
La distruzione del Frassineto non distolse gli islamici dal compiere altre incursioni e saccheggi pirateschi sulle coste tirreniche né più ampie azioni militari, come il tentativo di conquista della Sardegna da parte di Mujāhid al-ʿĀmirī, wali di Dénia e delle Baleari.